# Кастриото-Скандербек, Владимир Георгиевич
Владимир Георгиевич Кастриото-Скандербек (1820 — 13 [25] февраля 1879) — русский композитор, князь.

## Биография
Служил в лейб-гвардии, в конце 1840-х гг. вышел в отставку. Держал крепостной оркестр в своём имении в Могилёвской губернии и известный музыкальный салон в столице, был дружен с М. И. Глинкой и А. С. Даргомыжским, как композитор находился под влиянием последнего.
Автор романсов, в том числе на стихи Лермонтова («Черкесская песня», «И скучно и грустно» и др.), и сочинений для камерного ансамбля, в том числе трёх струнных квартетов, второй из которых получил в 1861 году вторую премию на конкурсе Русского музыкального общества, — по мнению Л. Н. Раабена, эта награда квартету Кастриото-Скандербека, стилистически пёстрому и неровному, стала «последним образцом творческого соревнования любительского и профессионального искусства», поскольку работа композиторов-дилетантов, важная для русской музыки первой половины XIX века, в этот период стремительно теряла своё значение.
Кроме того, Кастриото-Скандербеку принадлежат транскрипции для фортепианного квинтета симфоний, увертюр и сонаты «Хаммерклавир» Людвига ван Бетховена. «Материалы к биографии А. С. Даргомыжского», написанные Кастриото-Скандербеком в соавторстве с В. В. Стасовым, публиковались в 1875 году в журнале «Русская старина», опубликованы и письма Даргомыжского к нему.

## Семья
Жена — Мария Маврикиевна Кониар (1828/ 1830?—1895), сестра М.М.Конияра.  
Сын — Георгий Владимирович Кастриотто-Скандерберк-Дрекалович. Вторым браком (с 1907) был женат на своей двоюродной сестре — Ольге Модестовне Кониар (1860—1916), дочери М.М.Конияра.  